# Stalita inermifemur
Stalita inermifemur là một loài nhện trong họ Dysderidae.
Loài này thuộc chi Stalita. Stalita inermifemur được Carl Friedrich Roewer miêu tả năm 1931.